# Paraceliptera guerronis
Paraceliptera guerronis är en fjärilsart som beskrevs av Max Wilhelm Karl Draudt 1940. Paraceliptera guerronis ingår i släktet Paraceliptera och familjen nattflyn. Inga underarter finns listade i Catalogue of Life.